# هوارد لي
هوارد لي (بالإنجليزية: Howard Leigh)‏ هو صحفي أسترالي، ولد في 1951.